# 絲衣

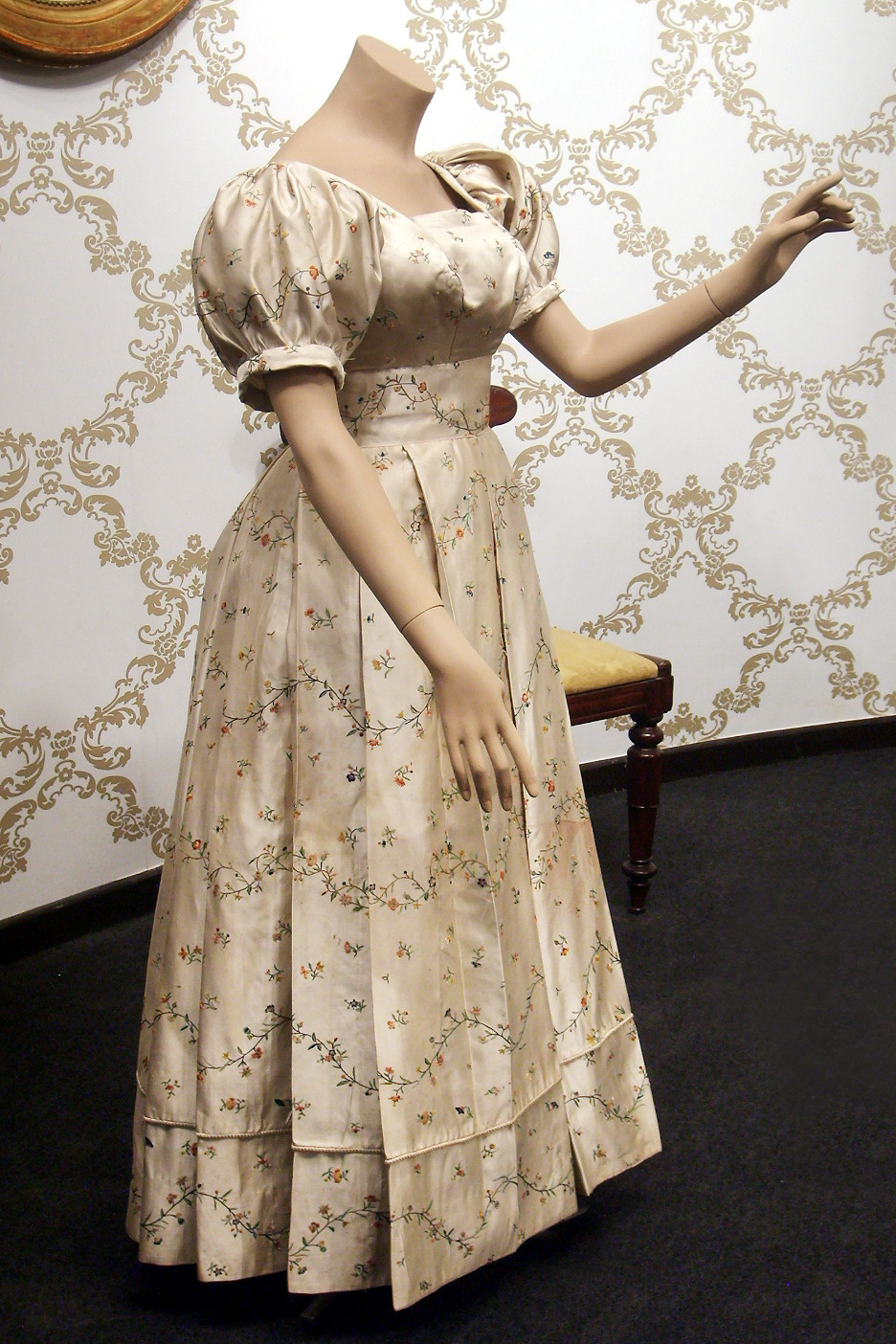
連衣裙

絲衣，服飾，由絲綢製成，最早見於中國，因其複雜的工藝，和特有的手感與光澤，最早只有帝王才能使用。

## 流行
從1世纪起羅馬人開始狂熱的迷戀着從阿薩息斯王朝、貴霜帝國和阿克蘇姆帝國手中轉手取得的中國絲綢。「賽利斯人們（中國人）以從他們的樹林中獲取這種毛織品而聞名于世。他們將從樹上摘下的絲綢浸泡在水中，再將白色的樹葉一一梳落。（絲綢的）生産需要如此多的勞役，而它們又來自于地球的彼方，這令羅馬的少女們可以身着半透明的絲衣在大陸街上炫耀。」。